# والتر كي. مارتينيز
والتر كي. مارتينيز هو محامي وسياسي أمريكي، ولد في 16 نوفمبر 1930 في Tierra Amarilla, New Mexico ‏ في الولايات المتحدة، وتوفي في 11 مايو 1986 في غرانتس في الولايات المتحدة بسبب تصلب جانبي ضموري. انتخب عضو مجلس نواب نيومكسيكو ‏.